# Riri Kitazume
Riri Kitazume (ur. 1998) – japońska aerobiczka, mistrzyni świata, złota medalistka World Games, mistrzyni Azji.
W zawodach międzynarodowych zadebiutowała w 2015 roku podczas Pucharu Świata w Tokio. Rok później na mistrzostwach świata w Inczon wystąpiła w trzech konkurencjach. Zdobyła srebrny medal w trójkach. Tuż za podium uplasowała się w parach mieszanych, gorzej sprawdziła się w zawodach indywidualnych. Dwa lata później w Guimarães zdobyła swój pierwszy złoty medal w konkursie indywidualnym.
Na World Games 2017 we Wrocławiu wystąpiła w dwóch konkurencjach. Zdobyła złoty medal w trójkach. W parach mieszanych wypadła nieco gorzej, zajmując z Takumim Kanaim ostatecznie czwarte miejsce.